# Paul Ménard
Paul Ménard war ein französischer Hersteller von Automobilen.

## Unternehmensgeschichte
Das Unternehmen aus Clamart verkaufte Fahrzeuge des britischen Herstellers Humber in Frankreich. 1923 begann die eigene Produktion von Automobilen. Der Markenname lautete Paul Ménard. Im gleichen Jahr endete die Produktion bereits wieder.

## Fahrzeuge
Paul Ménard bezog viele Teile für seine Fahrzeuge von Humber. Das einzige Modell war vermutlich mit einem Vierzylindermotor mit 985 cm³ Hubraum ausgestattet, wie ihn Humber in seinem Modell 8/18 HP verwendete.